# Sejad Salihović
Sejad Salihović (Gornji Sepak, Zvornik, Bosnia y Herzegovina, 8 de octubre de 1984) es un exfutbolista y entrenador bosnio. Jugaba de mediocampista y su último equipo fue el Hamburgo S. V. alemán.

## Trayectoria
Salihović y su familia emigraron a Berlín en 1992 antes del inicio de la guerra de Bosnia. Fue en la capital alemana donde empezó a jugar fútbol. Salihović inició su carrera juvenil jugando en equipos como el Minerva 93 Berlin y el Hertha 03 Zehlendorf. El año 2000, fue transferido al Hertha Berlín, con el cual estuvo en los conjuntos sub-17 y sub-19 hasta que entró al equipo de la reserva en 2003.
Fue promovido al primer equipo en 2004. Debutó profesionalmente en la Bundesliga ante el Hamburgo S. V. el 26 de septiembre de 2004 que finalizó 2-1 a favor del Hamburgo. Sin embargo, no pudo consolidarse como titular. En 2006, es transferido al Hoffenheim.
Gracias a sus buenas actuaciones en la temporada 2007-08 de la 2. Bundesliga fue elegido mejor jugador de la segunda división esa temporada y la terminó anotando 6 goles en 27 partidos. Fue uno de los jugadores clave que colaboró con el ascenso del Hoffenheim desde la tercera división hasta la Bundesliga.
En septiembre de 2017 fichó por el Hamburgo S. V. de la Bundesliga alemana.
En abril de 2019, un asesor suyo confirmó que, a pesar de haber recibido algunas ofertas, había decidido poner punto final a su carrera deportiva.

## Selección nacional
Fue internacional con la selección de fútbol de Bosnia y Herzegovina en 47 ocasiones siendo un miembro importante del equipo desde su debut en 2007. Ha anotado cuatro goles con la selección, de los cuales tres fueron de tiro libre, considerada por muchos, su especialidad.
Luego de ser incluido en la lista preliminar de 24 jugadores en mayo de 2014, Salihović fue confirmado el 2 de junio en la lista final de 23 que representarán a Bosnia y Herzegovina en la Copa Mundial de Fútbol de 2014.

### Participaciones en Copas del Mundo
| Mundial                        | Sede   | Resultado    |
| ------------------------------ | ------ | ------------ |
| Copa Mundial de Fútbol de 2014 | Brasil | Primera fase |

## Clubes
| Club                | País     | Año       |
| ------------------- | -------- | --------- |
| Hertha Berlín       | Alemania | 2004-2006 |
| TSG 1899 Hoffenheim | Alemania | 2006-2015 |
| Beijing Renhe       | China    | 2015      |
| F. C. San Galo      | Suiza    | 2016-2017 |
| Hamburgo S. V.      | Alemania | 2017-2018 |